# 伊藤氏
伊藤氏，日本人的一個氏族。是日本第六大姓氏。

## 起源
1. 源藤原氏。曾經有藤原南家的武士得到了伊勢國的領地，其後代又一部分改姓伊藤，意即伊勢的藤原氏。

## 著名人物
- 伊藤博文，日本首位內閣總理大臣
- 伊藤潤二，漫畫家

## 外部連結
- 伊藤家の紹介（関西将棋連盟ホームページ） （页面存档备份，存于）
- 企画展示「将棋展」解説（大阪商業大学商業史博物館） （页面存档备份，存于）